# أندري شيفتشينكو
أندري ميكولايوفيتش شيفتشينكو (بالأوكرانية: Андрій Миколайович Шевченко؛ مواليد 29 سبتمبر 1976 في دفيركيفشتشينا - الاتحاد السوفييتي) لاعب كرة قدم أوكراني سابق كان يجيد اللعب في مركز الهجوم، وسياسي أوكراني حالي.
بدأ شيفتشينكو حياته الرياضية كملاكم ناشئ في منتخب الاتحاد السوفييتي للملاكمة، طلب منه أن ينتقل من الملاكمة إلى كرة القدم التي أبدع فيها، تحول شيفتشينكو إلى مهاجم بعدما كان مدافعاً وقد اختير من قبل بيليه كأحد أفضل 125 لاعب حي في جميع أنحاء العالم في مارس 2004, قاد شيفتشينكو منتخب بلاده للتأهل إلى نهائيات كأس العالم لكرة القدم 2006 لأول مرة منذ استقلال أوكرانيا عن الاتحاد السوفييتي وإعادة توحيد جزئها الشرقي مع روسيا الاتحادية.
حصل شيفتشينكو على جائزة أفضل لاعب في أوروبا عام 2004, كان شيفتشينكو أفضل لاعب مهاجم في ذلك الوقت مع وجود أسماء كبيرة مثل: الإيطاليان فيليبو إنزاغي وأليساندرو ديل بييرو والبرتغالي كريستيانو رونالدو وهو ثاني أفضل هداف في تاريخ الميلان كما منحه الرئيس الأوكراني ليونيد كوتشما في نفس العام لقب بطل أوكرانيا ويعتبر شيفتشينكو أسطورة أوكرانيا دون منازع وأحد أهم مهاجمي كرة القدم بتاريخها وقد اختير شيفتشينكو مع نظيره البرتغالي كريستيانو رونالدو أهم مهاجمين في العقدين الأخيرين.
انتقل من نادي ميلان إلى تشيلسي الإنجليزي صيف 2006، إلا أنه واجه العديد من المتاعب و الآداء السئ مع تشيلسي 2006 - 2007 - 2008 -2009 2010، خصوصا أن علاقته بالمدير الفني البرتغالي للفريق جوزيه مورينهو سيئة جداً.
صرح شيفتشينكو بنيته إنهاء مسيرته الرياضية في الولايات المتحدة الأمريكية ولكن انتقل في 2009 الي فريقه السابق بعد 10 سنوات من التالق والهيجان في الملاعب العالمية والمحافل الدولية إلى فريقه دينامو كييف لانهاء مسيرته الكروية عن عمر يناهز 35 عاماً.

## وصلات خارجية
- أندري شيفتشينكو على موقع IMDb (الإنجليزية)
- أندري شيفتشينكو على موقع إن إن دي بي (الإنجليزية)
- أندري شيفتشينكو على موقع قاعدة بيانات الفيلم (الإنجليزية)
- أندري شيفتشينكو على موقع الاتحاد الدولي (مؤرشف)  (الإنجليزية)
- أندري شيفتشينكو على موقع الاتحاد الأوربي (الإنجليزية)
- أندري شيفتشينكو على موقع اتحاد أوكرانيا (الإنجليزية)
- أندري شيفتشينكو على موقع إي إس بي إن إف سي (الإنجليزية)
- أندري شيفتشينكو على موقع قاعدة بيانات كرة القدم.إي يو (الإنجليزية)
- أندري شيفتشينكو على موقع ليكيب (الفرنسية)
- أندري شيفتشينكو على موقع ناشيونال فوتبول تيمز (الإنجليزية)
- أندري شيفتشينكو على موقع Soccerbase.com (لاعب) (الإنجليزية)
- أندري شيفتشينكو على موقع Soccerway.com (الإنجليزية)
- أندري شيفتشينكو على موقع عالم كرة القدم.نت (الإنجليزية)
- تحية اللغات الموقع
- الموقع الرسمي لشيفتشينكو